# 九曲湖
九曲湖（英語：The Serpentine），或直譯為蛇形湖（取其形），是位於英國倫敦海德公園內的一個人工湖，面積達40英畝（16公頃）。它按卡羅琳皇后的要求建造于1730年。準確來說只有位於海德公園內的湖體才叫九曲湖，以九曲湖橋（Serpentine Bridge）為界，西邊位於肯辛頓公園內的湖體叫做“長湖”（Long Water）。
剛建造好的時候，湖中的水來自韦斯本河和泰本河，1830年代換成泰晤士河的河水。現在湖中的水是海德公園內就地挖掘的三個泉眼提供的。它是倫敦人民重要的休憩場所，湖中部分區域可以游泳、划船，2012年奧運會的男女三項全能和馬拉松游泳也是在這裡舉行的。彼得潘杯（Peter Pan Cup）游泳比賽自1913年以來也在此舉行。

## 外部連接
- 海德公園官方網站（页面存档备份，存于）
- 360°全景（页面存档备份，存于）